# Sưa

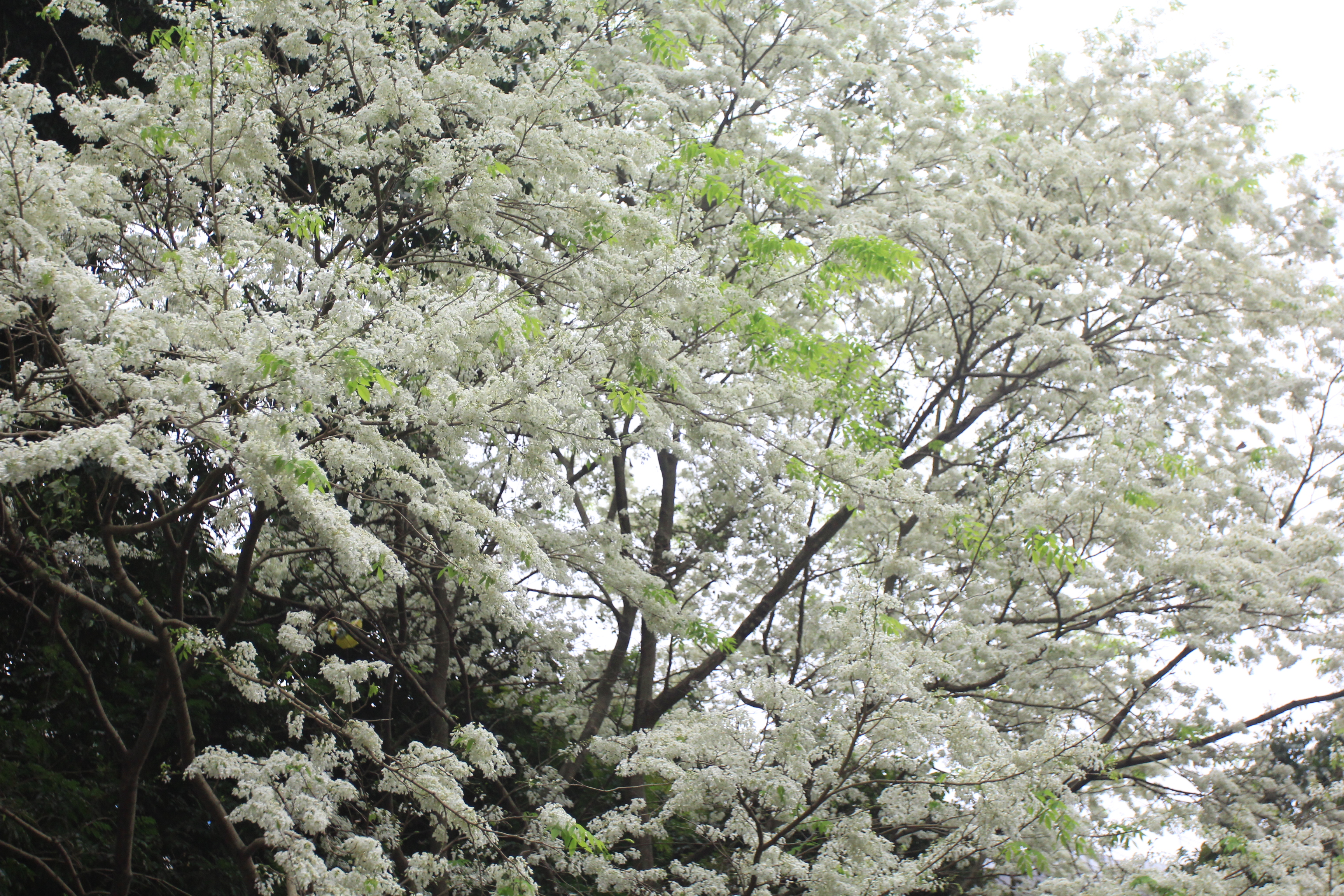
Hoa sưa

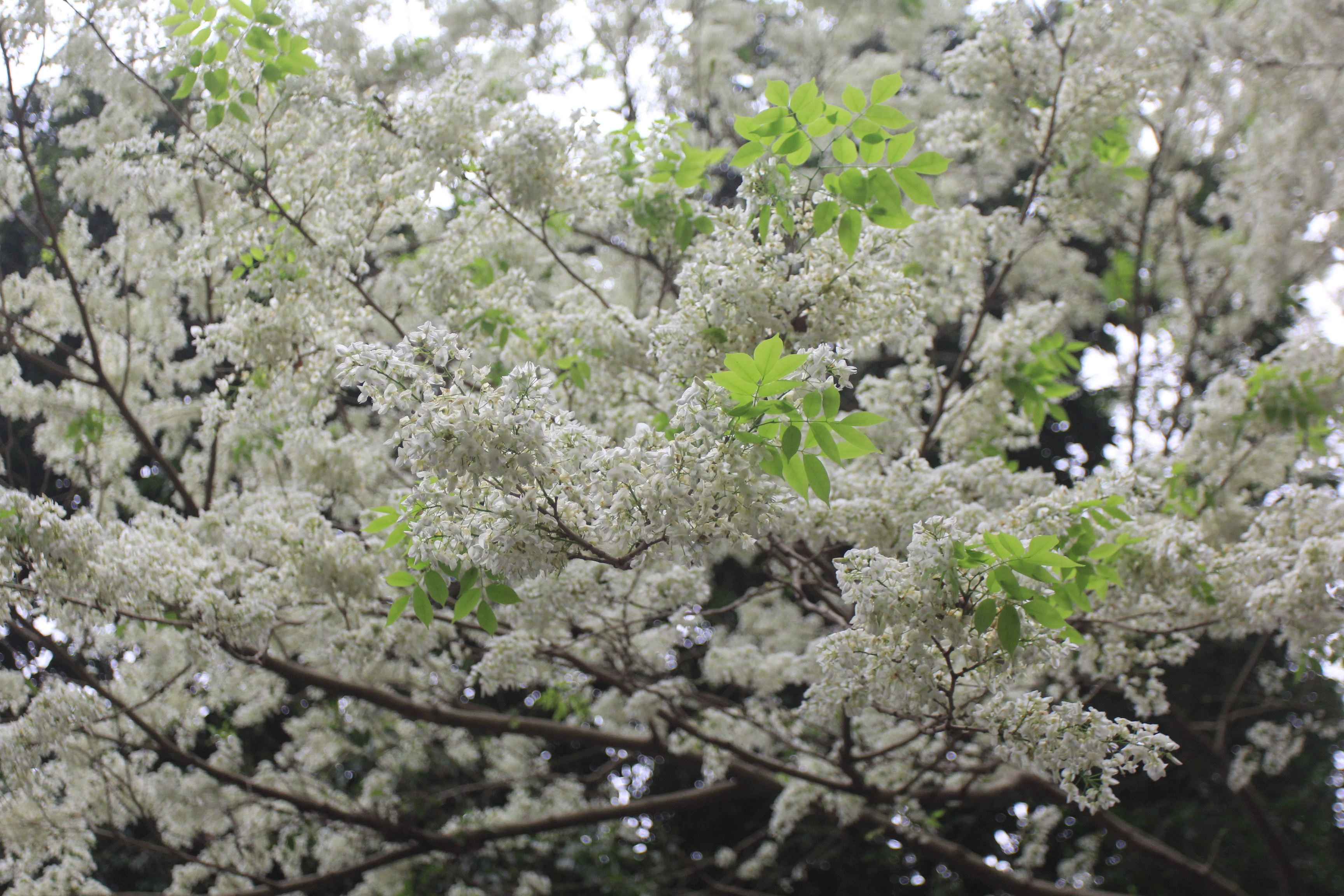
Hoa sưa

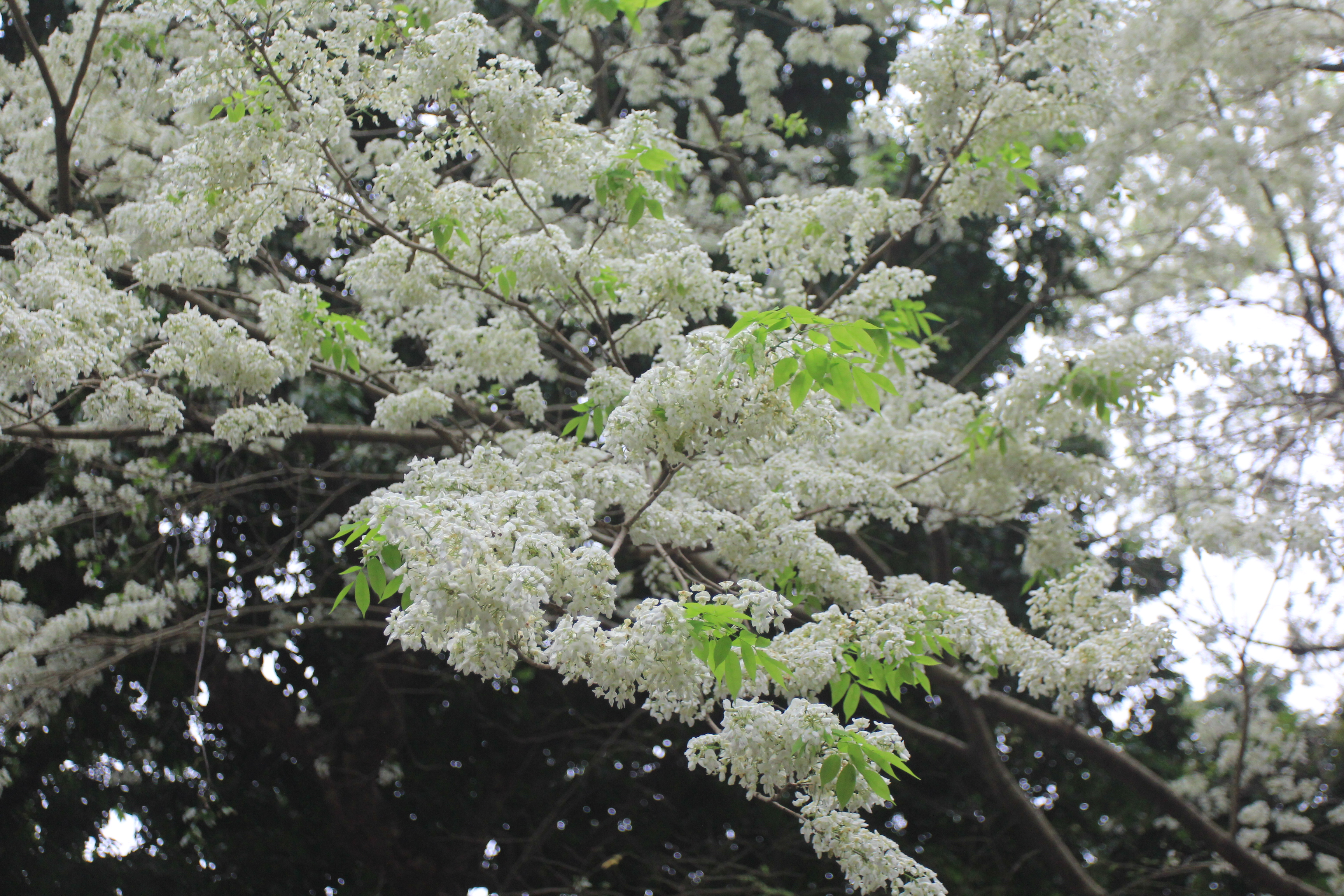
Hoa sưa

Sưa hay còn gọi trắc thối (danh pháp khoa học Dalbergia tonkinensis Prain), là một loài cây thân gỗ thuộc họ Đậu (Fabaceae) được Prain mô tả khoa học lần đầu năm 1901. Loài này từng có thời gian được xếp làm thứ thực vật của loài Dalbergia rimosa (trắc dây).

## Đặc điểm sinh học
Là cây gỗ nhỡ, rụng lá theo mùa, cao từ 6-12m (cũng có thể cao tới 15m), sinh trưởng trung bình. Thân cây dạng hợp trục, dáng phân tán. Vỏ thân cây màu vàng nâu hay xám, nứt dọc. Cành non màu xanh, có lông mịn thưa. Lá mọc cách, cấu tạo lá dạng kép lông chim lẻ, mỗi là kép có từ 9-17 lá chét đính so-le trên cuống chính. Lá chét hình xoan thuôn, đầu nhọn hoặc có mũi ngọn, đuôi tròn, mặt dưới phiến lá thường có màu tái trắng. Kích thước lá chét dài từ 6–9 cm, rộng từ 3–5 cm, lá ché đính ở đầu cuống kép thường có kích thước lớn hơn các lá còn lại. Cuống chính và các cuống lá chét không lông, phiên lá chét không lông. Có lá kèm nhỏ không lông, sớm rụng.
Hoa mọc ra từ nách lá, thường xuất hiện trước khi lá mọc đầy đủ. Hoa tự tán gồm nhiều bông màu trắng, có kích thước 7-9mm, mùi thơm nhẹ. Mùa hoa vào tháng 2-3. Quả dạng đậu hình trứng thuôn dài, dài 5–7,5 cm, rộng khoảng 2-2,5 cm. Quả chứa 1-2 hạt, mỗi hạt có đường kính khoảng 8-9mm, hình thận dẹp. Quả khi chín không tự nứt.

## Sinh thái
Là cây ưa sáng, ưa đất sâu, dày, độ ẩm cao. Phân bố ở đai độ cao tuyệt đối dưới 500m. Trong tự nhiên tìm thấy trong rừng mưa nhiệt đới và rừng mưa nhiệt đới gió mùa. Chủ yếu phân bổ ở Việt Nam và được tìm thấy rải rác tại Hải Nam, Trung Quốc (tại đây gọi nó là 越南黄檀 - Hoàng (huỳnh) đàn Việt Nam).

## Sử dụng
Sưa có tán thưa, hoa trắng và thơm, có thể được trồng làm cây cảnh quan đường phố.
Gỗ Sưa cho mùi thơm quyến rũ thoảng nhẹ kiểu hương trầm. Khi đốt tàn có màu trắng đục, mùi khó chịu nên được gọi là Trắc thối. Gỗ Sưa chỉ dùng phần gỗ lõi cho giá trị kinh tế cao hơn phần gỗ giác. Gỗ sưa thớ mịn, vân thớ gỗ đẹp. Thời phong kiến vua chúa dùng gỗ trắc thối để đóng đồ nội thất cao cấp trong cung đình vì nó vừa là hương liệu vừa là dược liệu. Từ những năm 90 của thế kỉ XX, giá trị thương phẩm của gỗ Sưa trên thế giới tăng đột biến do nhiều người Trung Quốc đổ xô săn lùng gỗ Sưa để đóng quan tài hoặc ướp xác như các vị hoàng đế Trung Quốc trước đây. Người ta cho là quan tài đóng bằng gỗ trắc thối có khả năng giữ được xác lâu, không bị phân hủy.

## Tình trạng
Hiện nay, nó là loài đang bị đe dọa do mất môi trường sống. Tại Việt Nam chính phủ xếp vào nhóm cây cần bảo vệ nghiêm ngặt, cho phép trồng khoanh nuôi.